# خدمتکار (فیلم ۱۹۸۹)
«خدمتکار» (روسی: Слуга) یک فیلم است که در سال ۱۹۸۹ منتشر شد.